# Mediorhynchus zosteropis
Mediorhynchus zosteropis är en hakmaskart som först beskrevs av Pietro Porta 1913.  Mediorhynchus zosteropis ingår i släktet Mediorhynchus och familjen Giganthorhynchidae. Inga underarter finns listade i Catalogue of Life.